# Бреза (район Наместово)
Бреза (словац. Breza — деревня и община района Наместово Жилинского края Словакии.
Расположена на Подбескидском нагорье в исторической области Орава на берегу реки Бяла-Орава, в 10 км от районного центра города Наместово. Площадь — 22,52 км². Член Ассоциации горных поселений Словакии.

## Население
| Год:                | 1994 | 2004    | 2014    | 2024    |
| ------------------- | ---- | ------- | ------- | ------- |
| Количество человек: | 1396 | 1513    | 1604    | 1639    |
| Разница:            |      | +8,38 % | +6,01 % | +2,18 % |

Население на 31 декабря 2020 года — 1 625 человек.

## История
Впервые упоминается 1593 году.

## Достопримечательности
- Римско — католическая церковь Богоматери Снежной 1908 года
- Часовня Богоматери Семи скорбей 1590 г. на местном кладбище
- Церковь Марии Матери Церкви 1617 г.